# Côte d'Ivoire aux Jeux olympiques d'été de 2004
La Côte d'Ivoire a envoyé des athlètes aux Jeux olympiques d'été de 2004 à Athènes en Grèce. Elle ne remporte aucune médaille olympique.

## Résultats

### Athlétisme
| Épreuve | Hommes                                                                | Femmes                                                |
| ------- | --------------------------------------------------------------------- | ----------------------------------------------------- |
| 100 m   | Eric Pacome N'Dri : 1er tour : 10 s 39, 2e tour : 10 s 32 (32e place) | Affoué Amandine Allou : 1er tour : 11 s 46 (éliminée) |

### Natation
50 m nage libre hommes :
- Gregory Arkhurst : Série : 24.82 s (éliminé)

50 m nage libre femmes :
- Dohi Eliane Droubry : Série : 29.23 s (éliminée)

### Taekwondo
- de 57 kg femmes :
- Mariam Bah
  1. 8e de finale : Perd contre Jang Ji-Won (Corée du Sud)

## Officiels
- Président : Intendant Général Lassana Palenfo
- Secrétaire général : Lucien Kouakou